# William Etty

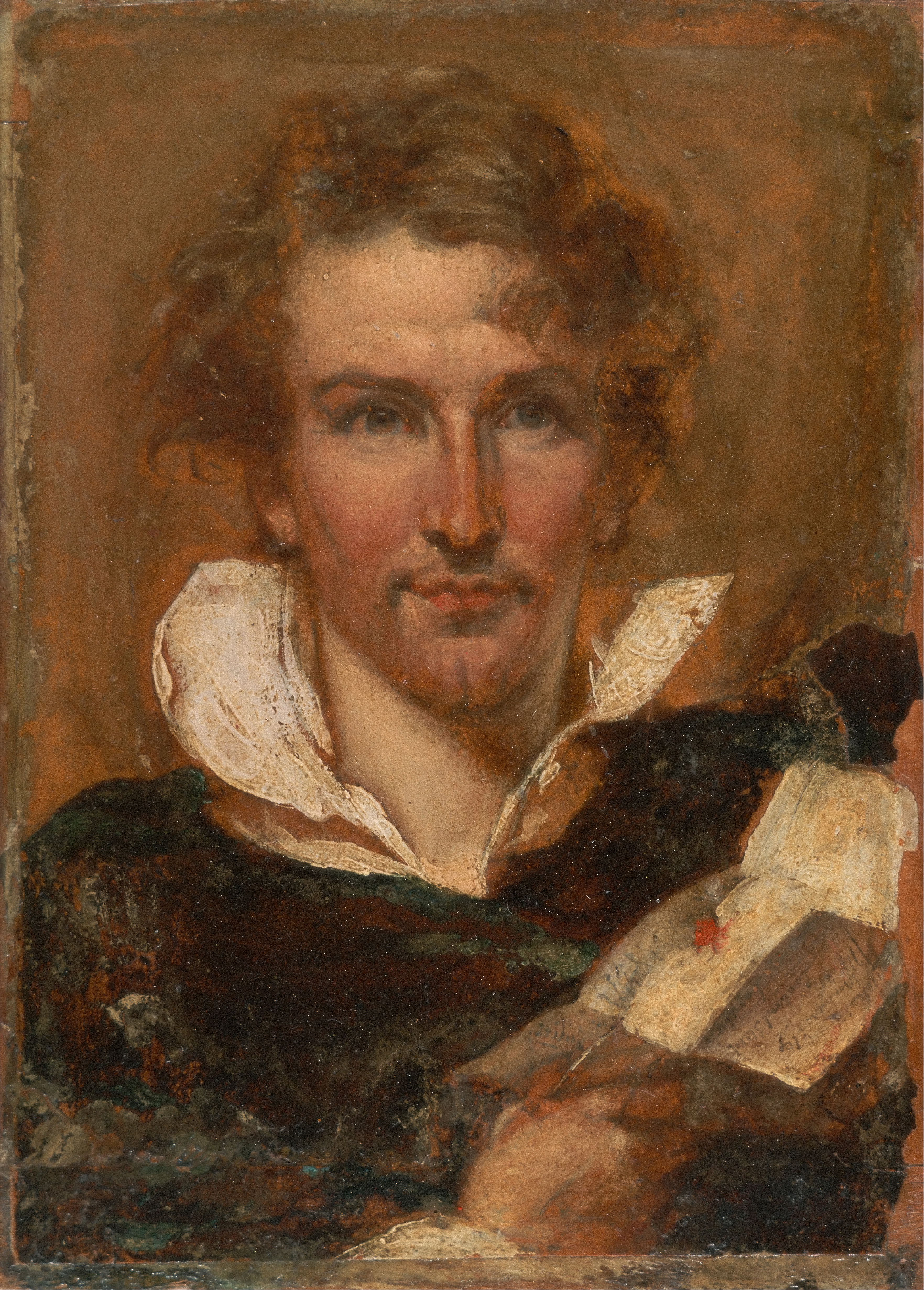
Zelfportret, 1823, Yale Center for British Art, New Haven

William Etty (York, 10 maart 1787 - aldaar, 13 november 1849) was een Engelse kunstschilder. Hij wordt gerekend tot de stroming van de romantiek en werd vooral bekend als schilder van historische en mythologische werken met veel naakten.

## Leven en werk
Etty was de zoon van een molenaar die later in Londen als bakker een zekere welstand bereikte met zelf ontwikkelde producten. Aanvankelijk werd hij in de schilderkunst opgeleid door een oom, die kunstschilder was. In 1807 begon hij zijn studie aan de Royal Academy of Arts, onder andere bij John Flaxman. Hij werd in deze tijd beïnvloed door Thomas Lawrence. In 1816 maakte hij een reis naar Italië, daarna begon zijn ster langzaam te rijzen.
In 1821 werd Etty's naam definitief gevestigd met de expositie bij de Royal Academy van Cleopatra’s arrival in Cilicia, een scène uit Shakespeares Antony and Cleopatra. Ondanks de vele naakten die er in voorkomen, oogstte het doek alom lof en bewondering. Het was de opmaat tot een hele reeks vergelijkbare klassiek-romantische werken in groot formaat, veelal historische en mythologische taferelen, nagenoeg zonder uitzondering met naakten erop. Etty bouwde er een reputatie mee op door heel Europa. Van 1822 tot 1824 exposeerde hij in Parijs, Rome, Florence en Venetië, waarbij hij tevens werken van Rafaël, Titiaan en Michelangelo bestudeerde, onder andere in het Louvre en het Uffizi. Hij werd lid van de Royal Academy, waar hij alleen al in de jaren 1820 130 werken tentoonstelde en vanaf 1830 ook doceerde.
In 1840 maakte Etty een uitgebreide reis door België en Nederland, waarbij hij vooral ook het werk van de door hem bewonderde Pieter Paul Rubens bestudeerde. In zijn latere jaren verbreedde zijn onderwerpskeuze zich en schilderde hij ook stillevens, landschappen en gewone portretten. Zijn werk uit de jaren 1820 wordt in de kunstkritiek doorgaans het hoogst aangeslagen. Tegenwoordig is er vanuit artistiek oogpunt ook veel aandacht voor zijn vele, moderner ogende studies.
In 1848 keerde Etty terug naar zijn geboortestad York, waar hij een jaar later overleed, 62 jaar oud. Zijn werk bleef nog enkele decennia erg populair, maar werd vanaf het einde van de negentiende en uiteindelijk de gehele twintigste eeuw als uit de tijd bestempeld en eigenlijk nauwelijks nog serieus genomen. Diverse van zijn enorme werken verdwenen in depots of kwamen voor spotprijzen onder de hamer. Vanaf de eenentwintigste eeuw nam de belangstelling voor zijn werk echter weer toe. Een belangrijk moment van eerherstel kwam in 2001 tijdens de tentoonstelling Exposed: The Victorian Nude bij Tate Britain. Ook de grootse restauratie van zijn The Sirens and Ulysses in 2010 en de daarop volgende expositie in de York Art Gallery trok uitgebreid aandacht in de pers.

## Galerij

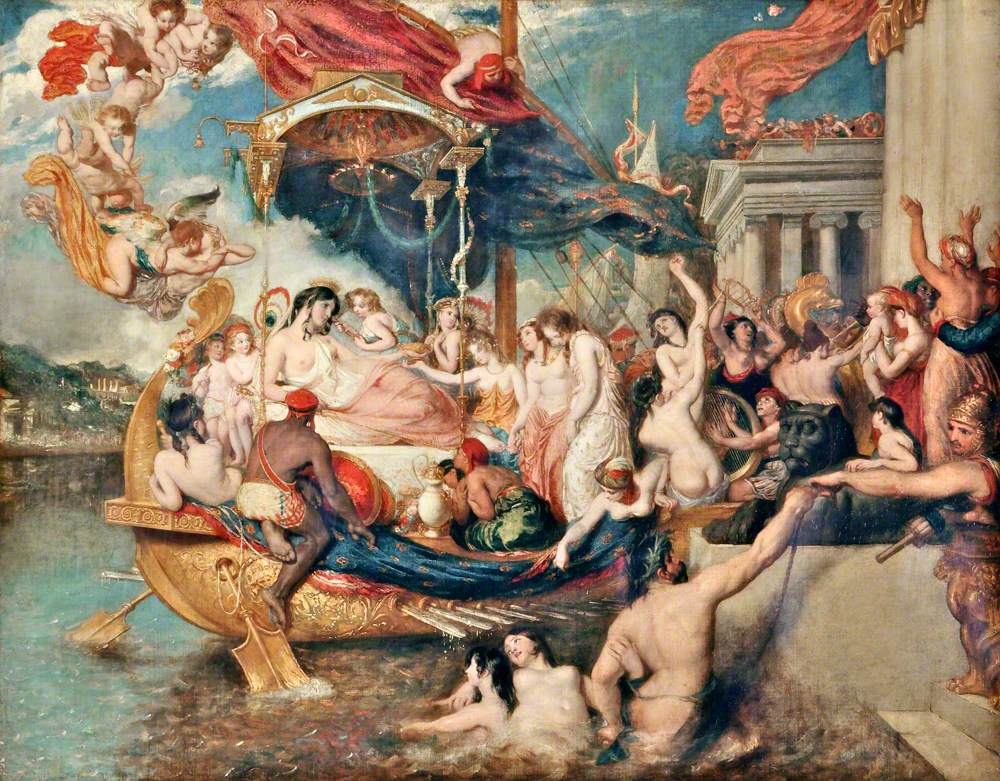
The Triumph of Cleopatra, 1821, Lady Lever Art Gallery, Port Sunlight
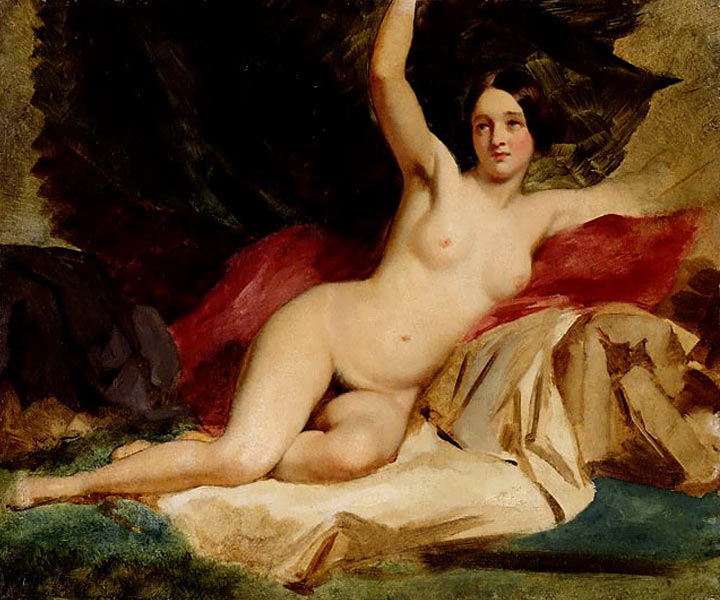
Female Nude in a Landscape, Getty Center, Los Angeles
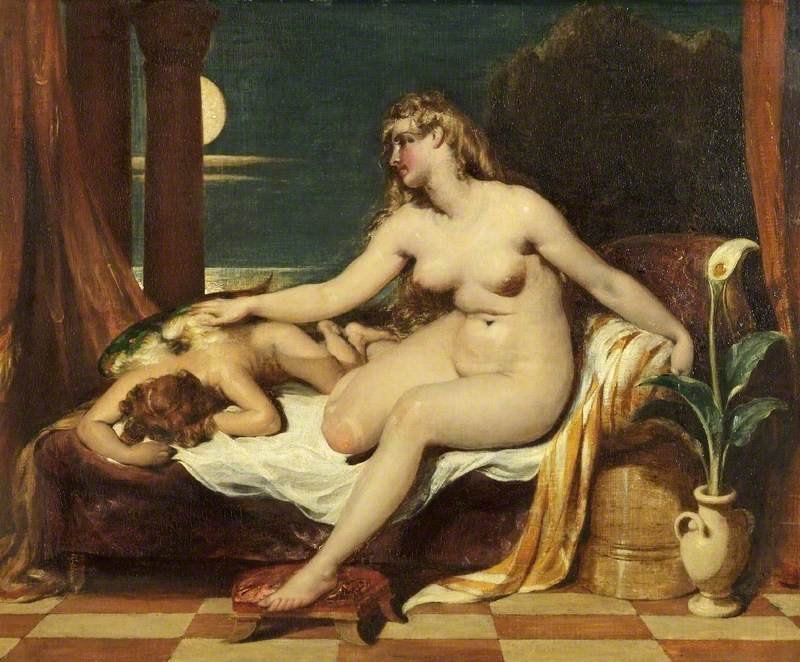
The Dawn of Love
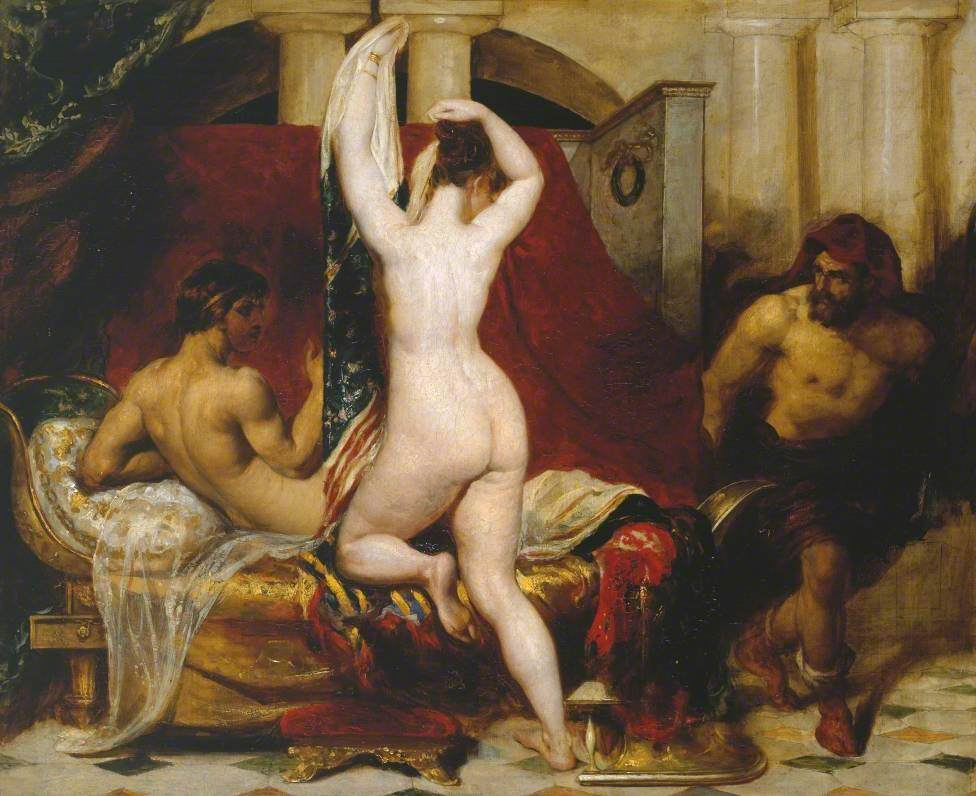
Candaules, King of Lydia, Shews his Wife by Stealth to Gyges, One of his Ministers, as She Goes to Bed'
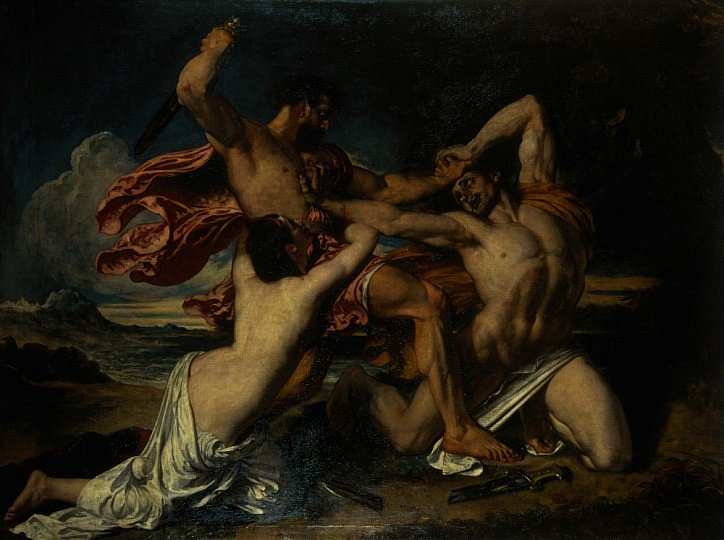
The Combat: Woman Pleading for the Vanquished
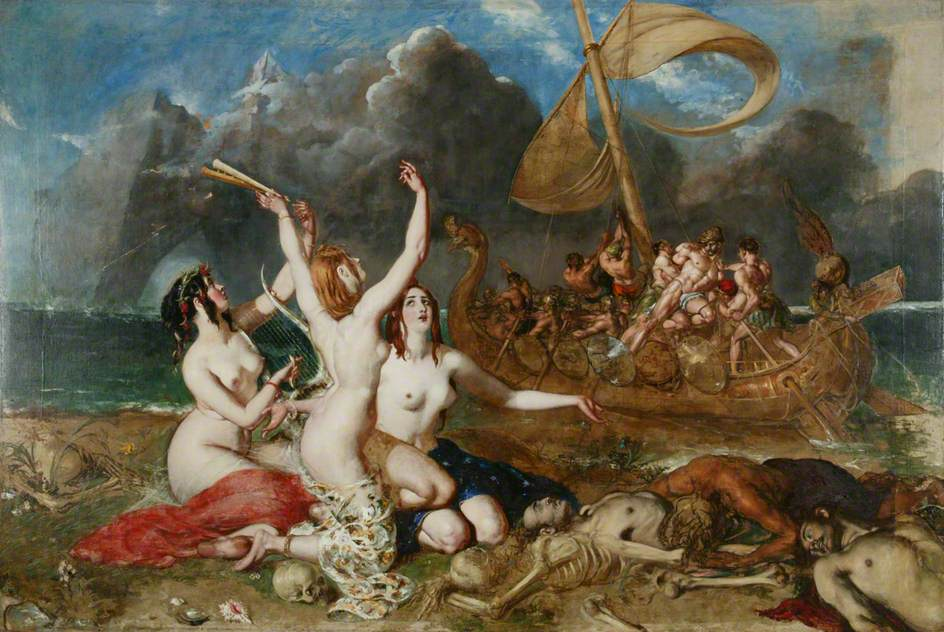
The Sirens and Ulysses
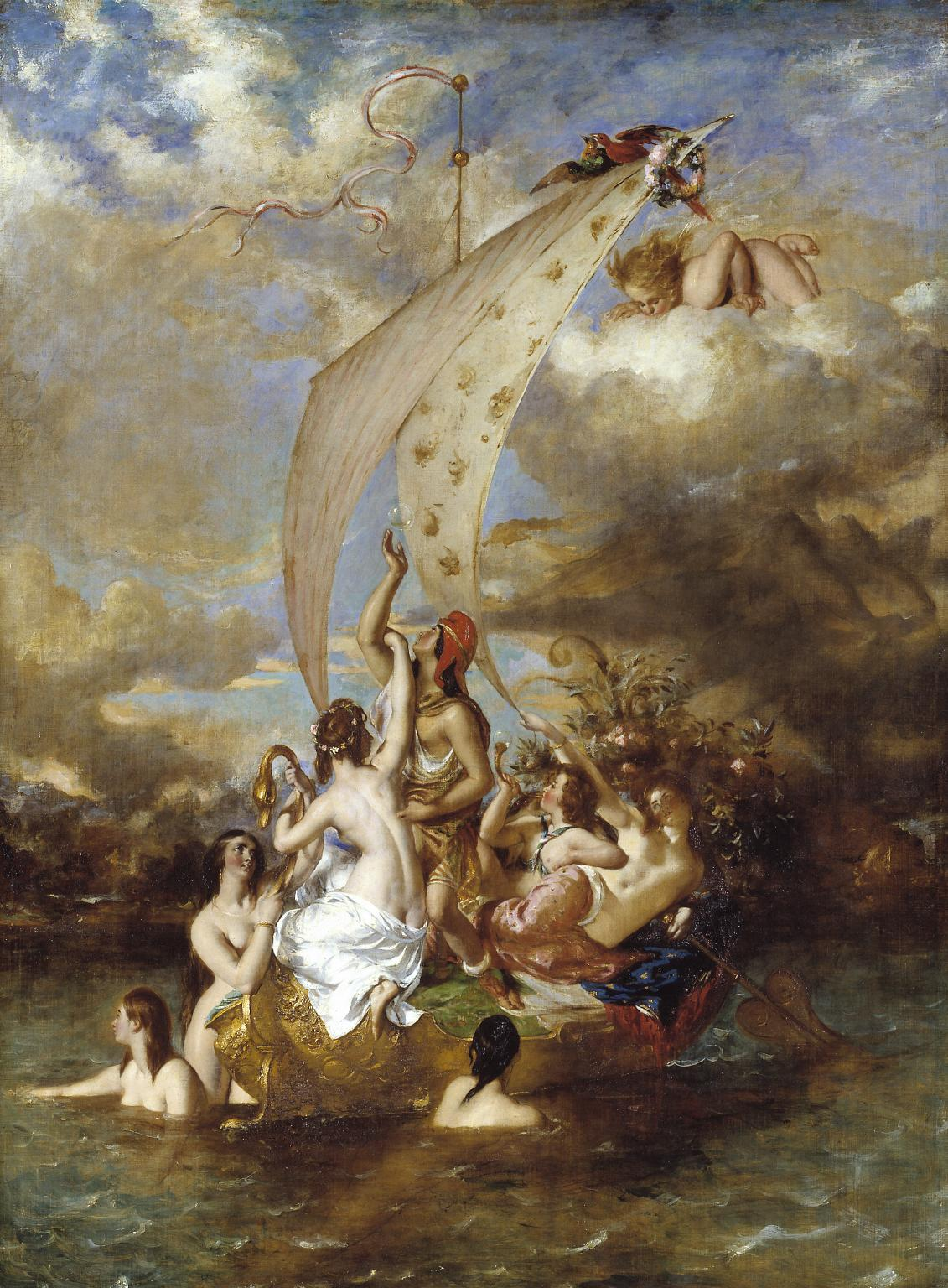
Youth on the Prow, and Pleasure at the Helm
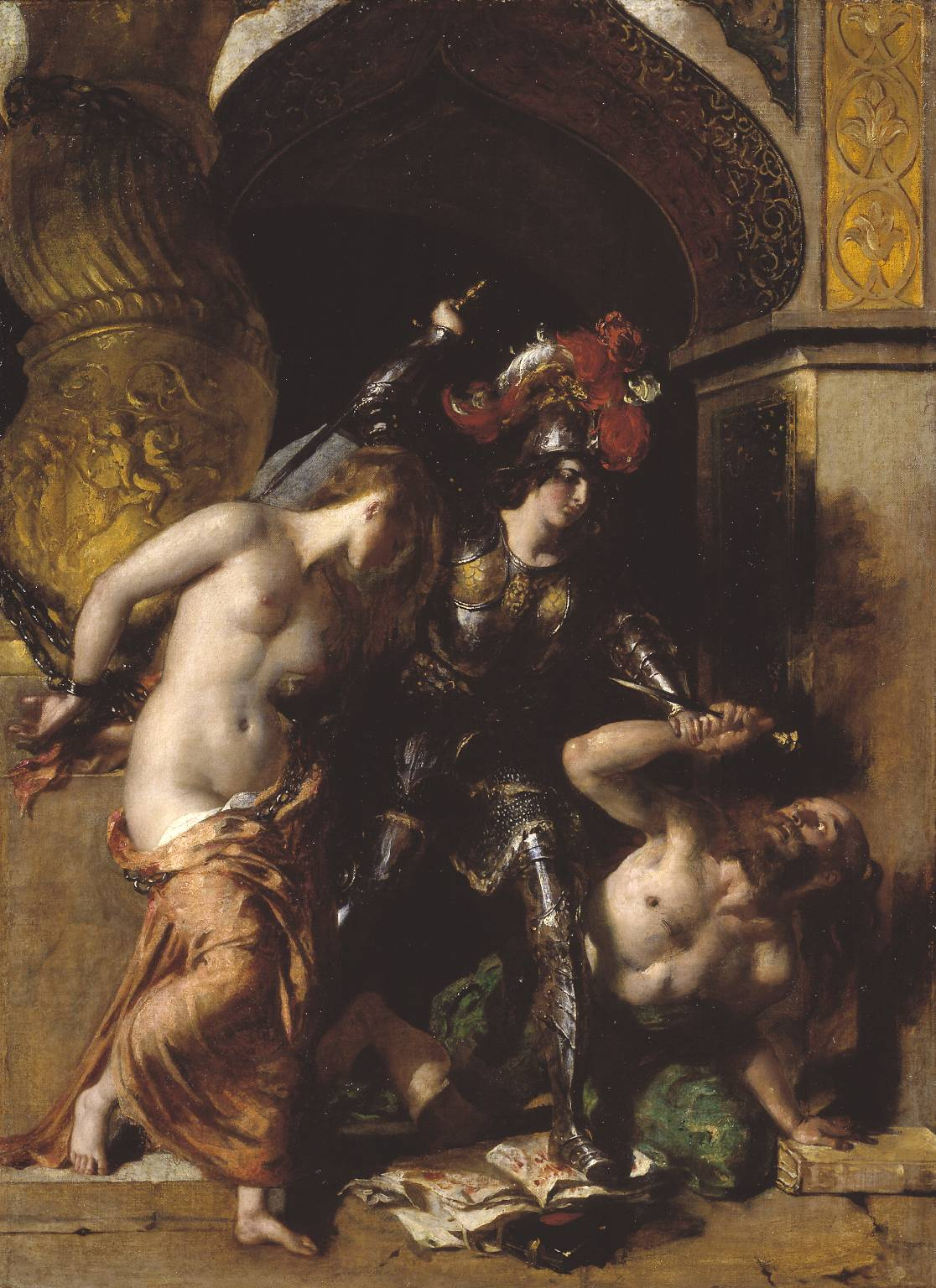
Britomart Redeems Faire Amoret
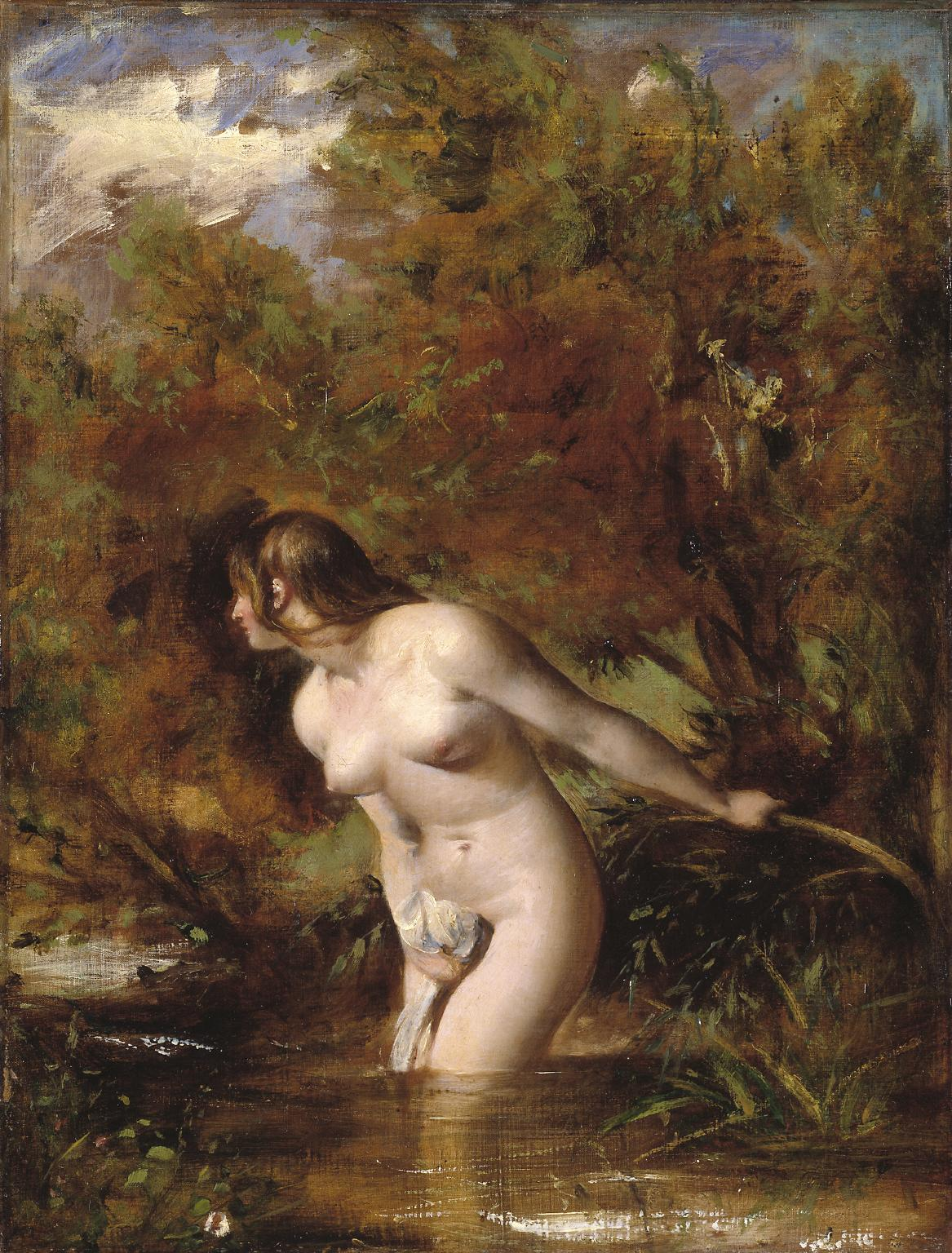
Musidora: The Bather 'At the Doubtful Breeze Alarmed'
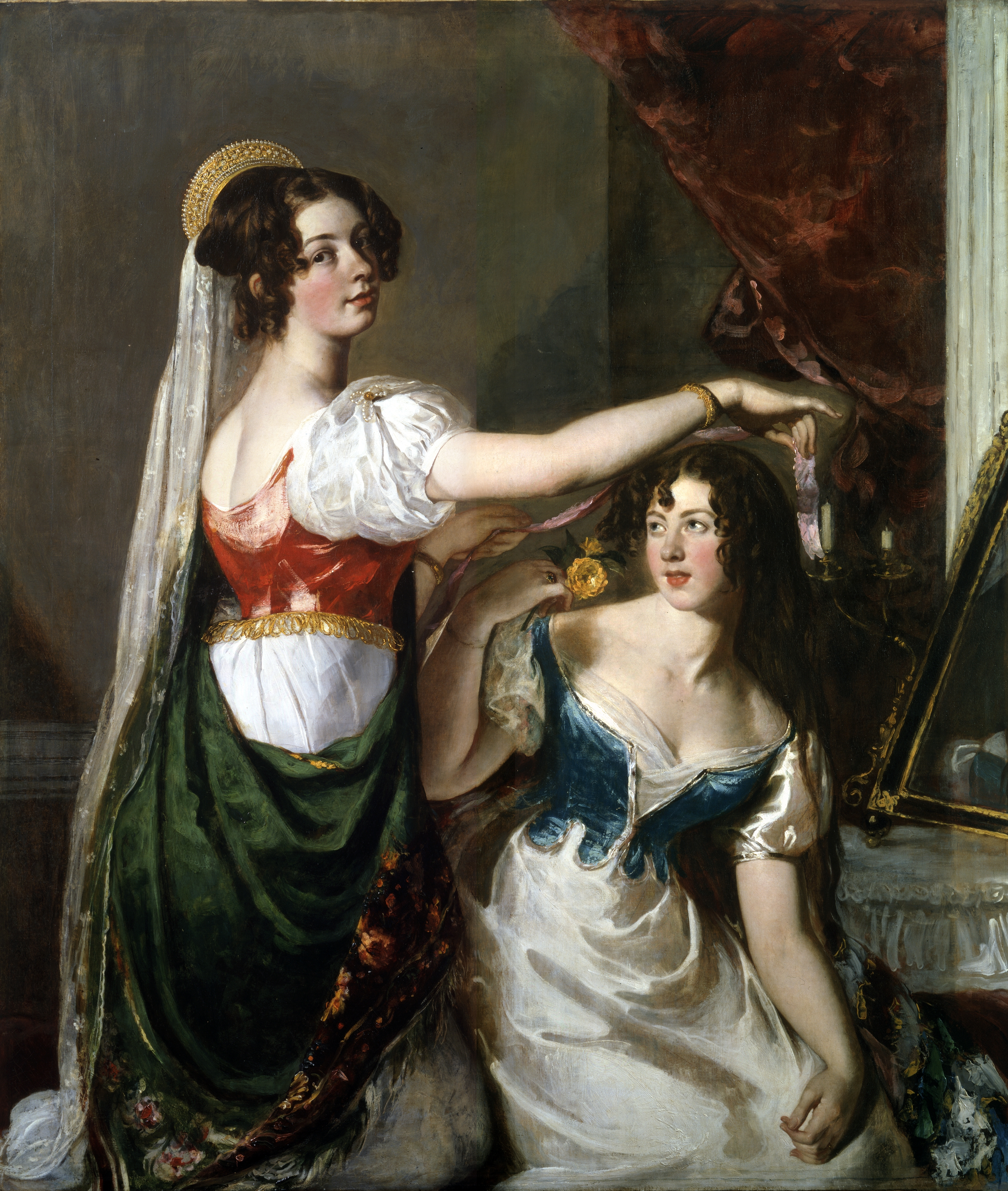
Preparing for a Fancy Dress Ball
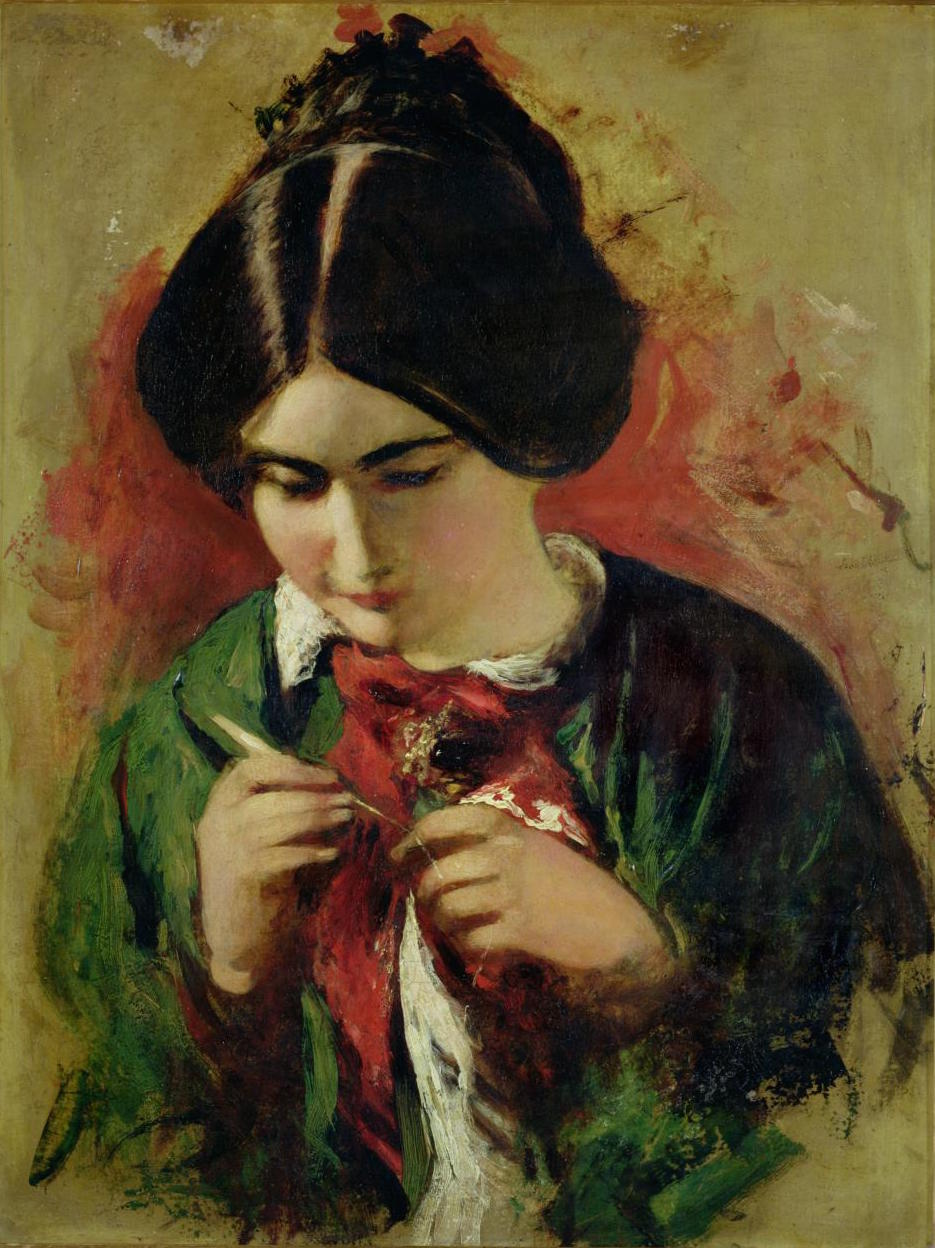
The Crocket Worker, studie
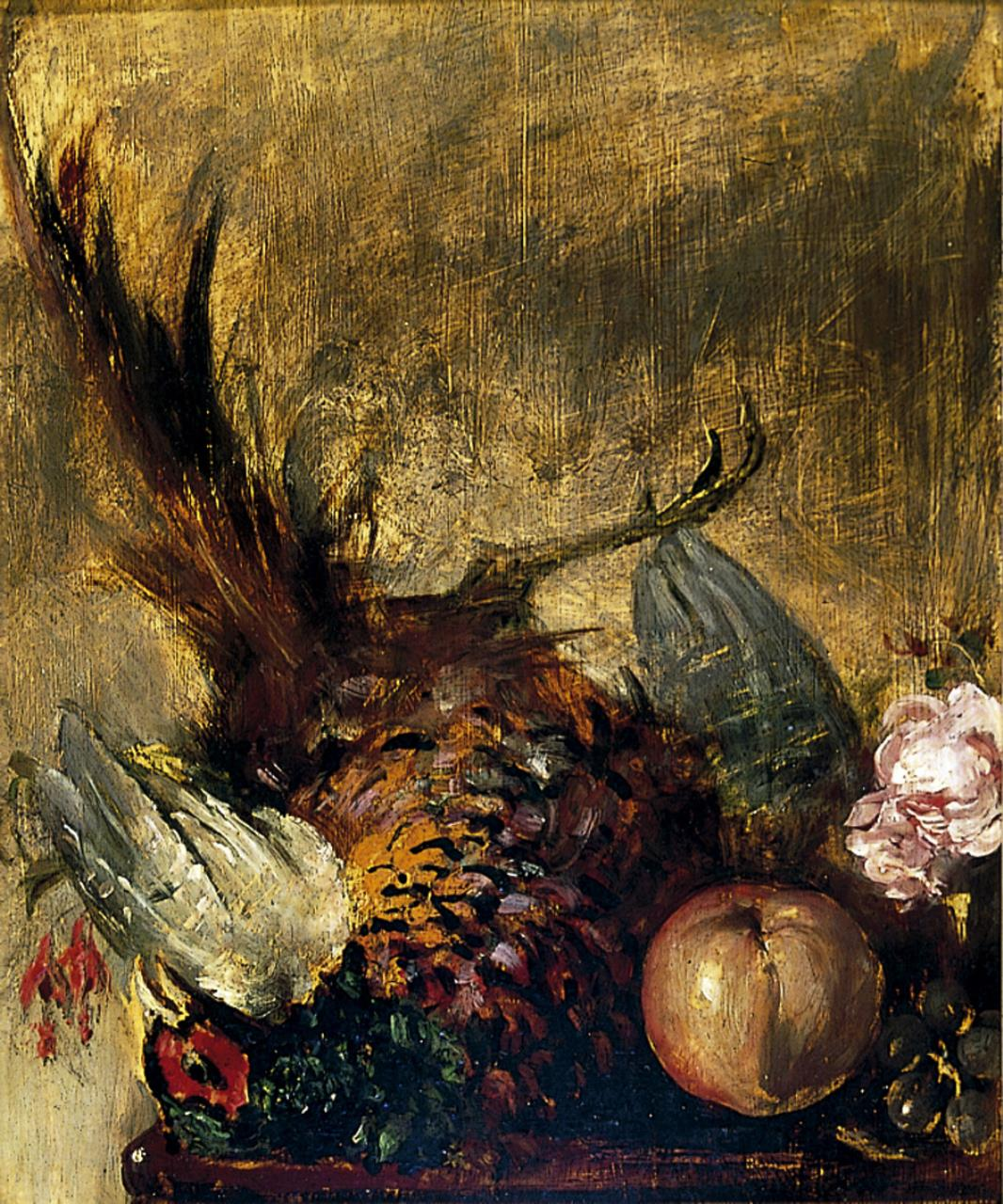
Dead Pheasant & Fruit, studie